# Euphorbia umbellata
Euphorbia umbellata, também conhecida como Synadenium grantii, popularmente conhecida no Brasil como janaúba é uma espécie de planta da família das Euphorbiaceae. cujo epiteto é uma homenagem ao explorador James Augustus Grant.  Foi originalmente descrito por Daniel Oliver em 1875.
Sinônimo; (Euphorbia grantii) Oliv.
Essa planta é um arbusto de origem africana que pode atingir de 2,5 a 3 metros de altura, muito conhecida no interior do Brasil como "Leiteiro", é utilizado para a formação de cercas vivas em quintais e sítios, também é popularmente utilizado para diversos fins medicinais ou para fazer visgo (borracha colante usada para a caça de pequenas aves e roedores); possui látex abundante e irritante da pele e principalmente dos olhos e mucosas.
Em 1952, durante a Revolta dos Mau-Mau, o látex tóxico da planta foi usada para matar o gado em incidentes de guerra biológica ...

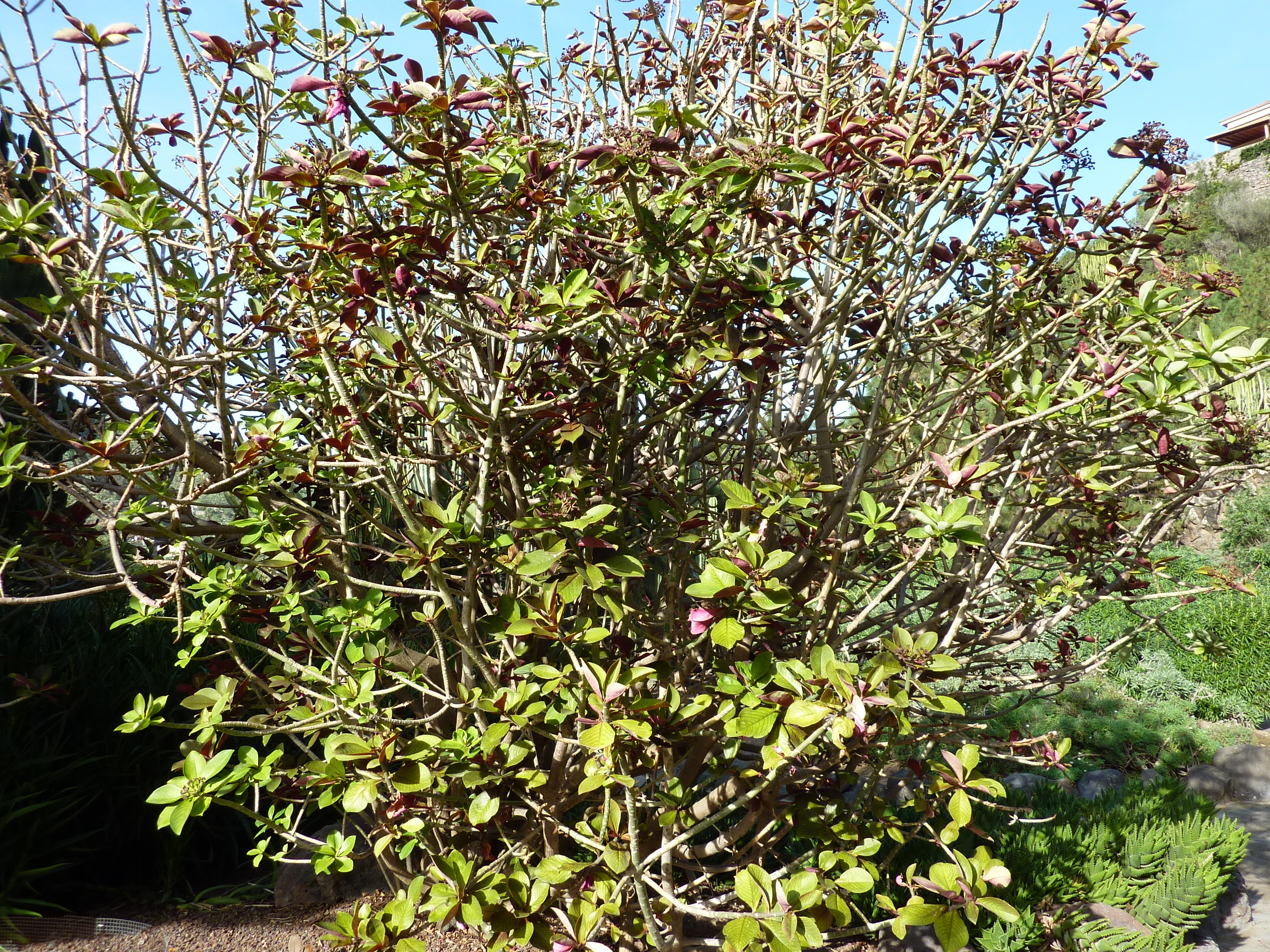
Synadenium grantii

## Tratamento do Câncer
Essa planta tem sido usada popularmente para tratamento de verrugas e diversos tipos de câncer, há relatos de intoxicação e efeitos colaterais; provavelmente pela dosagem inadequada, toxidade do látex, alergia ou confusão com outra espécie de planta (existe outra planta nativa do Brasil popularmente conhecida como Janaúba). Há alguns estudos sobre o uso terapêutico dessa planta.